# Лиштанка
Лишта́нка (рос. Лыштанка) — річка в Удмуртії (Кізнерський та Вавозький райони), Росія, ліва притока Килту.
Довжина річки становить 18 км. Бере початок за 3 км на південний захід від присілку Южно-Какмозький, через який потім і протікає. Впадає до Килту нижче колишнього присілку Лісна Поляна. Напрям річки на північний схід, схід та знову північний схід. Через річку збудовано мости, створено ставки. Приймає декілька дрібних приток. Береги заліснені.
Над річкою розташовано присілок Южно-Какмозький Вавозького району. Раніше тут існував також присілок Лиштанка Кізнерського району, у Южно-Какмозькому знаходилось залізничне депо Какмозької вузькоколійної залізниці, збудовано залізничний міст та станція Лиштанка.